# Apache Directory Server
Az Apache Directory Server (röviden: ApacheDS) egy nyílt forráskódú projekt, melyet az Apache Software Foundation üzemeltet. Az Apache Directory Server egy teljes mértékben Java nyelven íródott beágyazható címtár szerver. Az alap címtár szolgáltatások mellett Kerberos protokoll 5 és jelszó változtatási protokoll lehetőségekkel is támogatott.
Egy ehhez kapcsolódó alprojekt az Eclipse-alapú Apache Directory Studio, mely képes különböző címtárak böngészhetőségére, habár leginkább az Apache Directory Server-re lett tervezve. Az eszköz számos funkciót biztosít a címtárak menedzselésén kívül, mint például LDIF és DSML fájlok szerkesztése.

## Főbb tulajdonságok
- LDAP és X.500 alapú platform; a csatolható komponensek és alrendszere rendkívül modulárissá teszik az ApacheDS-t.
- Köszönhetően, hogy a szerver front- és backendje tetszőlegesen leválasztható egy olyan rugalmas architektúrát kapunk mely, megkönnyíti virtuális címtárak, proxy szerverek és átjárók használatát.
- Számos backend csatolható a környezethez. A szerver például támogatja BTree alapú partíciók használatát, de bármilyen tárhelyet képes használni, ami támogatja saját interfészét.
- A szerver számos adminisztrálási lehetőséggel kecsegtet a saját rendszer elnevezési környezetén (system naming context) belül: ou=system.
- További fontos előnyként említhető, hogy mind a front- mind a backend teljesen szeparálható és külön ágyazható be.
- A tárhelyek tartalmának manipulálásához a szerver a jól megszokott JNDI LDAP API-t nyújtja, mint másodlagos menedzselő felület, saját böngészője mellett. A JNDI-ben megfogalmazott utasítások közvetlenül transzformálódnak a címtár környezethez és a cél partíciókhoz bejegyzések tárolására.
- A szerver egyik legfontosabb tulajdonsága, hogy szinte akármilyen objektumot tárolhatunk.[2] Ebben nagy segítséget nyújt saját hálózati interfésze, mely MINA (Multipurpose Interfaces for Networked Applications) névre hallgat. A MINA lehetővé teszi, hogy szinte akármilyen külső protokollt az ApacheDS részévé tegyünk, ennek köszönhetően Kerberos is szerves része.
- Az ASN.1 BER kódolásra és dekódolásra a "Twix tool" nevű eszközt használja. Ezek az eszközök rendkívül kicsi lenyomatot hagynak a kódolási, dekódolási folyamatok során. A BER kodek természetének köszönhetően rendkívül hatékonnyá vált a szerver, valamint a kódolás és dekódolás kezelése által még hatékonyabb lett DoS alapú támadások ellen.
- Az OpenGroup hivatalosan is LDAPv3 kompatibilitási tanúsítvánnyal látta el.

## Összevetés

### Általános
|                         | ApacheDS                   | Fedora DS                         | OpenLDAP                | OpenDS                                      |
| ----------------------- | -------------------------- | --------------------------------- | ----------------------- | ------------------------------------------- |
| Weboldal                | directory.apache.org       | directory.fedoraproject.org       | openldap.org            | opends.org                                  |
| Licenc                  | Apache License 2.0         | GNU General Public License        | OpenLDAP Public License | Common Development and Distribution License |
| Dokumentáció            | minimális                  | széles körű                       | megfelelő               | széles körű                                 |
| Kód nyelv               | Java                       | C/C++                             | C/C++                   | Java                                        |
| Támogató szervezet      | Apache Software Foundation | RedHat                            | OpenLDAP Foundation     | Sun                                         |
| Származás               | eredeti                    | Netscape DS (Michigan university) | Michigan university     | eredeti                                     |
| Adminisztrációs felület | nincs                      | van                               | nincs                   | van                                         |
| Telepítés               | Telepítő alkalmazás        | Telepítő alkalmazás               | Csomag/fordított fájlok | Telepítő alkalmazás                         |

### Technikai
|                         | ApacheDS                       | Fedora DS                 | OpenLDAP             | OpenDS                                   |
| ----------------------- | ------------------------------ | ------------------------- | -------------------- | ---------------------------------------- |
| Tárhely                 | JDBM és egyéni                 | Berkeley DB               | Berkeley DB és egyéb | Berkeley DB Java Edition, NDB és memória |
| Több tárhely támogatása | van                            | van                       | van                  | van                                      |
| Felület                 | LDAP, Kerberos, DNS, NTP, DHCP | LDAP, DSMLv2 (SOAP/HTTP)  | LDAP/LDAPS           | LDAP/LDAPS. DSMLv2 átjáró (SOAP/HTTP)    |
| Replikáció              | Multi-Master(2 mester)         | Multi-Master (4 mesterig) | Single-Master        | Multi-Master (8 mesterig)                |
| Ajánlások               | van                            | van                       | van                  | van                                      |
| Séma                    | Gyűjtemény                     | dinamikus/felület         | dinamikus/ldap       | dinamikus/felület/ldap                   |
| Tulajdonság titkosítás  | nincs                          | van                       | nincs                | nincs                                    |
| Menedzselés             | LDAP                           | LDAP/SNMP                 | LDAP                 | LDAP/SNMP/JMX                            |

## Külső hivatkozások
- Apache Directory Server